# Čista sociologija
Slično teoriji racionalnog izbora, teorije sukoba ili funkcionalizam, čista sociologija je sociološki paradigma - strategija objašnjavanja ljudskog ponašanja. Razvio ga je Donald Black kao alternativu individualističkim i socijalno-psihološkim teorijama, čista sociologija izvorno se koristila za objašnjenje razlika u pravnom ponašanju.[1] Od tada Blackdrugi čisti društveni znanstvenici koristili su ovu strategiju za objašnjenje terorizma, [2] genocida, [3] linča[4] i drugih oblika upravljanja sukobima [5], kao i znanosti, [6] umjetnosti [7] i religije.[8]

## Epistemologija
Čista sociologija objašnjava društveni život svojim društvene geometrije. Društveni život odnosi se na bilo koju manifestaciju ljudskog ponašanja — poput zakona, samoubojstva, ogovaranja ili umjetnosti — dok se društvena geometrija ponašanja, koja se naziva i njegovom društvenom strukturom, odnosi na društvene karakteristike uključenih pojedinaca, poput stupnja njihove interakcije u prošlosti ili razine njihovog bogatstva. Ovaj se pristup donekle oslanja na aspekte ranijih sociološki djela u rasponu od naglaska Durkheim o socijalnim objašnjenjima individualnog ponašanja i završavajući kasnijim radovima o varijacijama policijskog (i drugog pravnog) ponašanja.

## Razlike
Gotovo sva sociologija objašnjava ponašanje ljudi — bilo da su to skupine ili pojedinci — s nekim pozivanjem na njihove mentalne konstrukcije (psihologija) ili ciljevi njihovih postupaka (teleologija). Ali čista sociologija preoblikuje ljudsko ponašanje kao društveni život-nešto što ne postoji u svijesti, prkosi objašnjenju ciljevima djelovanja i supraindividualno je. Stoga se čista sociologija može razlikovati od ostalih socioloških paradigmi po onome što joj nedostaje: psihologija, teleologija, pa čak i ljudi kao takvi. Usredotočenost čiste sociologije na jedinstvenu društvenu stvarnost može se činiti durkheimovom, ali Black taj pristup vidi kao "više durkheimov nego Durkheimov" [1].

## Objašnjenja
U knjizi "Ponašanje zakona", objavljeno 1976, Donald Black predstavio je prvi primjer čiste sociologije - opću pravnu teoriju ili vladinu društvenu kontrolu. Ova teorija nastoji objasniti razlike u zakonodavstvu, a jedan aspekt pravnih razlika je opseg prava koji se privlači u slučaju sukoba. Sukob je situacija u kojoj jedna osoba ima potraživanja prema drugoj, na primjer kada se dogodio napad ili je prekršen ugovor, a uvrijeđene strane mogu ili ne moraju kontaktirati policiju ili građanske sudove kako bi to riješile. Dakle, slučajevi mogu privući zakon ili ne, a kad privuku zakon, može ga biti više ili manje. Na primjer, kada policija izvrši uhićenje u slučaju napada, postoji više zakona kada postoji jednostavan poziv policiji, a kada je netko osuđen i osuđen, postoji više zakona nego kada postoji samo uhićenje. Čista sociologija prava objašnjava ovu razliku identificiranjem niza socioloških varijabli koje su povezane s promjenom količine zakona. To uključuje različite oblike društvenog statusa (poput bogatstva, integracije, kulture, tradicije, organizacije i uglednosti), kao i različite oblike socijalne distance (poput relacijske udaljenosti i kulturne distance). Dakle, to su aspekti društvene strukture slučajeva, pa stoga slučajevi u kojima su oba sudionika u sporu visokog statusa imaju različite društvene strukture — i tretiraju se drugačije — od slučajeva u kojima su uključeni sudionici u sporu niskog statusa. Bez obzira na to jesu li sporovi društveno bliski ili udaljeni jedni od drugih, određuje se i opseg prava koji privlači slučaj. Na primjer, jedno od predviđanja teorije je da unutar društva zakon izravno ovisi o udaljenosti između pojedinaca. Udaljenost odnosa odnosi se na količinu i intenzitet interakcije između stranaka, pa teorija predviđa da postoji više zakona u sukobima između stranaca nego u sukobima između bliskih osoba. Ovaj aspekt teorije objašnjava brojne činjenice, poput toga zašto se oni koji ubijaju strance kažnjavaju strože od onih koji ubijaju voljene osobe[1] i zašto je vjerojatnije da će žene koje su stranci silovali prijaviti policiji.
U knjizi "Ponašanje zakona", objavljeno 1976, Donald Black predstavio je prvi primjer čiste sociologije - opću pravnu teoriju ili vladinu društvenu kontrolu. Ova teorija nastoji objasniti razlike u zakonodavstvu, a jedan aspekt pravnih razlika je opseg prava koji se privlači u slučaju sukoba. Sukob je situacija u kojoj jedna osoba ima potraživanja prema drugoj, na primjer kada se dogodio napad ili je prekršen ugovor, a uvrijeđene strane mogu ili ne moraju kontaktirati policiju ili građanske sudove kako bi to riješile. Dakle, slučajevi mogu privući zakon ili ne, a kad privuku zakon, može ga biti više ili manje. Na primjer, kada policija izvrši uhićenje u slučaju napada, postoji više zakona kada postoji jednostavan poziv policiji, a kada je netko osuđen i osuđen, postoji više zakona nego kada postoji samo uhićenje. Čista sociologija prava objašnjava ovu razliku identificiranjem niza socioloških varijabli koje su povezane s promjenom količine zakona. To uključuje različite oblike društvenog statusa (poput bogatstva, integracije, kulture, tradicije, organizacije i uglednosti), kao i različite oblike socijalne distance (poput relacijske udaljenosti i kulturne distance). Dakle, to su aspekti društvene strukture slučajeva, pa stoga slučajevi u kojima su oba sudionika u sporu visokog statusa imaju različite društvene strukture — i tretiraju se drugačije — od slučajeva u kojima su uključeni sudionici u sporu niskog statusa. Bez obzira na to jesu li sporovi društveno bliski ili udaljeni jedni od drugih, određuje se i opseg prava koji privlači slučaj. Na primjer, jedno od predviđanja teorije je da unutar društva zakon izravno ovisi o udaljenosti između pojedinaca. Udaljenost odnosa odnosi se na količinu i intenzitet interakcije između stranaka, pa teorija predviđa da postoji više zakona u sukobima između stranaca nego u sukobima između bliskih osoba. Ovaj aspekt teorije objašnjava brojne činjenice, poput toga zašto se oni koji ubijaju strance kažnjavaju strože od onih koji ubijaju voljene osobe[1] i zašto je vjerojatnije da će žene koje su stranci silovali prijaviti policiji.
Nedavno je Black otišao dalje od učenja kako se rješavaju sukobi i istražio podrijetlo samog sukoba. Moralno vrijeme otkriva uzroke sukoba ispravnog i pogrešnog u ljudskim odnosima.Pritom ova teorija koristi novi objašnjeni koncept-ideju kretanja u društvenom vremenu-i na taj način proširuje čisto sociološki pristup.
Black i drugi također su otišli dalje od sukoba i društvene kontrole kako bi razvili objašnjenja ideja, grabežljivost, društvene osiguranje,istraživanja, i drugih oblika društvenog života. Na primjer, crna teorija ideja objašnjava sadržaj ideja njihovim društvenim strukturama. Baš kao što svaki sukob ima društvenu strukturu koja se sastoji od društvenih karakteristika argumenata i trećih strana, svaka ideja — svaka izjava o stvarnosti — ima društvenu strukturu koja se sastoji od karakteristika izvora, subjekta i publike. Na primjer, predmet ideje može biti blizu ili daleko od izvora: ljudi imaju ideje o članovima obitelji i prijateljima, kao i strancima. Subjekt također može imati visok ili nizak socijalni status: ljudi imaju ideje o senatorima i poslovnim ljudima, kao i o skitnicama iz "skid-Roea". Ali ideje se razlikuju ovisno o njihovim društvenim strukturama. Blackovo objašnjenje voluntarizma i determinizma, na primjer, kaže da će ideje o subjektima visokog statusa vjerojatno biti voluntarističke (pozivajući na slobodnu volju). Dakle, teorija bi predvidjela da će ljudi ponuditi voluntaristička objašnjenja senatori i biznismena i deterministička objašnjenja skitnica iz "skid-Roea".[5]

## Praktičari i znanstvenici
Brojni društveni znanstvenici koristili su barem neke elemente teorijske strategije Black u svom radu, uključujući profesora M. P. Baumgartnera, Marian Borg, Bradlee Campbell, Mark Kuni, Ellis Godard, Allan Horvitz, Scott Jack, Marcus Condcar  Arhivirana inačica izvorne stranice od 15. lipnja 2010. (Wayback Machine), Jason Manning, Joseph Michalski., Calvin Morrill, Scott Phillips, Roberta Seneschal de La Roche i James Tucker  Arhivirana inačica izvorne stranice od 3. ožujka 2016. (Wayback Machine).

## Kritika
Dok su istaknuti društveni znanstvenici poput Randall Collins, Karen A. Cerulo,David Skulli, i Jonathan H. Turner pohvaljeni aspekti čiste sociologije, ovaj je pristup također kritiziran. Kam K. Vong [5] kritizira scijentizam čiste sociologije, David F. Greenberg [6] njegovu upotrebu objašnjenja zakona pokrivanja, a Thomas J. Greenberg. Scheff [7] - njegov pokušaj disciplinske čistoće.Douglas A. Marshall[8] nudi proširenu kritiku sustava. Marshall tvrdi da je, suprotno Blackovom navedenom cilju da sociologiju učini znanstvenijom, njegov pristup zapravo u suprotnosti sa suvremenim znanstvenim vrijednostima i praksama-tema koja se ponavlja Stephen Turner[9]

## Odgovor na kritiku
Mark Kuni, Allan Horvitz  Arhivirana inačica izvorne stranice od 30. rujna 2019. (Wayback Machine) i Joseph Michalski odgovorili su na neke specifične kritike čiste sociologije, dok Donald Black u "epistemologiji čiste sociologije", kao i u drugim radovima općenito je odgovorio na tvrdnje kritičara i pružio opsežnu obranu čisto sociološkog pristupa.
Primjećujući ideološku prirodu mnogih napada, Black kaže da je njegova teorija zapravo "politički i moralno neutralna". No, prema Blacku, to ipak izaziva politizirano neprijateljstvo zbog svoje nekonvencionalnosti:
"Moj rad je šokantan, ne zato što je politički nekorektna, ali zato što je epistemološki netočna. To krši uobičajena uvjerenja o društvenoj stvarnosti općenito, a posebno o pravnoj i moralnoj stvarnosti. Stoga je šokantno-epistemološki šokantno-za mnoge kojima je naneseno. Ako uznemirim vaš svemir, možda ću biti vrijedan prezira. Mogu izgledati kao vaš omiljeni politički neprijatelj, konzervativac ako ste radikal, radikal ako ste konzervativac."
Black također raspravlja o ciljevima ovog pristupa. Iako je to nekonvencionalna sociologija, to je tradicionalna znanost koja nastoji pružiti jednostavna, općenita, provjerljiva, valjana i originalna objašnjenja stvarnosti. I samo prema tim kriterijima, tvrdi Black, treba suditi o tome:
Recite mi da moj rad nije provjerljiv kao nešto drugo, recite mi da nije generički kao nešto drugo, recite mi da je manje elegantan od nečeg drugog, recite mi da je već objavljen ili mi jednostavno recite da nije u redu. Recite mi nešto relevantno za ono što pokušavam postići - nešto znanstveno."[1

## Preporuke
1. ↑  Black, Donald. 1976. The Behavior of Law. New York: Academic Press.
2. ↑  Black, Donald. 2000. "Dreams of Pure Sociology." Sociological Theory 18:343.
3. 1 2  Cooney, Mark. 2009. Is Killing Wrong? A Study in Pure Sociology. Charlottesville: University of Virginia Press. 156-170.
4. ↑  Black, Donald. 2000. "Dreams of Pure Sociology." Sociological Theory 18:343-367.
5. ↑  Cooney, Mark. 2006. "The Criminological Potential of Pure Sociology." Crime, Law and Social Change 46:58-60.
6. ↑  Michalski, Joseph H. 2003. "Financial Altruism or Unilateral Resource Exchanges? Toward a Pure Sociology of Welfare." Sociological Theory 21:341-358
7. ↑  Jacques, Scott and Richard Wright. 2008. "Intimacy with Outlaws: The Role of Relational Distance in Recruiting, Paying, and Interviewing Underworld Research Participants." Journal of Research in Crime and Delinquency 45:22-38.
8. ↑  Mary Pat Baumgartner. www.wpunj.edu. Inačica izvorne stranice arhivirana 22. lipnja 2020. Pristupljeno 19. lipnja 2020.
9. ↑  Marian J. Borg, Ph.D. users.clas.ufl.edu. Inačica izvorne stranice arhivirana 2. travnja 2019. Pristupljeno 19. lipnja 2020.
10. ↑  Bradley Campbell. Cal State LA (engleski). 23. rujna 2014. Pristupljeno 19. lipnja 2020.
11. ↑  Collins, Randall. 2002. "Black's Contributions to a General Theory of Conflict." Contemporary Sociology 31(6):655-658.
12. ↑  Cerulo, Karen A. 2002. "The Behavior of Culture ... Courtesy of Donald Black." Contemporary Sociology 31(6):652-655.
13. ↑  Sciulli, David. 1996. "Response to Senechal—Courage and Care in "Blackian" Social Theory: A Word in Praise of Senechal de la Roche." Sociological Forum 11(1):129-133.
14. ↑  Turner, Jonathan H. 2002. "Why are Elegant Theories Under-Utilized by Sociologists?" Contemporary Sociology 31(6):664-668.
15. ↑  Wong, Kam C. 1995. "Black's Theory on the Behavior of Law Revisited." International Journal of the Sociology of Law 23(1):189-232.
16. ↑  Greenberg, David F. 1983. "Donald Black's Sociology of Law: A Critque." Law and Society Review 17:337-368.
17. ↑  Marshall, Douglas A. 2008. “The Dangers of Purity: On the Incompatibility of
‘Pure Sociology’ and Science” The Sociological Quarterly 49(2): 209-235.
18. ↑  Cooney, Mark. 1986. "Behavioural Sociology of Law: A Defence." The Modern Law Review 49:262-271.
19. ↑  Horwitz, Allan. 1983. "Resistance to Innovation in the Sociology of Law: A Response to Greenberg." Law and Society Review 17:369-384.
20. ↑  Michalski, Joseph. 2008. "The Social Life of Pure Sociology." The Sociological Quarterly 49:253-274.
21. ↑  Black, Donald. 1995. "The Epistemology of Pure Sociology." Law and Social Inquiry 20:864-869.
22. ↑  Black, Donald. 2000. "The Purification of Sociology." Contemporary Sociology 29:704-709.
23. ↑  Black, Donald. 1995. "The Epistemology of Pure Sociology." Law and Social Inquiry 20:867.

## Daljnje čitanje
Baumgartner, M. P.
- 1978.	"Zakon i socijalni status u kolonijalnom Novom Havenu". Stranice 153-178 u knjizi "studije prava i sociologije: godišnja zbirka studija", svezak 1, uredila Rita J. Lo. Simone. GMT: televizija.1984.
- "Društvena kontrola odozdo." Prema općoj teoriji društvene kontrole, svezak 1: Osnove, uredio Donald Black. Orlando: akademski tisak.1984.
- "Društvena kontrola u predgrađu." U knjizi "prema općoj teoriji društvene kontrole", svezak 2: Odabrani problemi, uredio Donald Black. Orlando: akademski tisak.1985.
- "Zakon i srednja klasa: dokazi iz prigradskog grada". Zakon i ljudsko ponašanje 9 (1): 3-24.1987.
- "Utopijska pravda: prikriveno olakšavanje zločina s bijelim ovratnicima". Časopis za socijalna pitanja 43: 61-69.1988.
- Moralni poredak predgrađa. Njujorški: Sveučilište Oksford Press.1992.
- "Rat i mir u ranom djetinjstvu". Stranice 1-38 u časopisu asa: asa, uredio James Tucker. GMT, Connecticut: televizija.1992.
- "Mreže nasilja: Podrijetlo i upravljanje unutarnjim sukobom." Stranice 209-231 pod agresija i nasilje: Socijalna interakcionistička perspektiva, uredio Richard B. Felson i Jamesa T. Tedeschija. DC: Američko psihološko udruženje.1993.
- "O pretjerano legaliziranom konceptu modernog društva." Suvremena sociologija 22 (3): 336-337.1993.
- "Mit o razboritosti". Stranice 129-162 u knjizi "upotreba razboritosti" koju je uredio Keith Hockins. Oksford: Sveučilište Oksford press.1996.
- "Najbolje mjesto za život: preobrazba američkog predgrađa." Suvremena sociologija 25 (2): 222-224.1998.
- "Moralni glas zajednice". Sociološki fokus 31(2):??-??. (urednik) 1999.
- Društvena organizacija prava. San Diego: akademski tisak.1999.
- "Uvod". Stranice 1-8 u "društvenoj organizaciji prava" uredio M. P. Baumgartner. San Diego, akademski tisak (drugo izdanje; prvo izdanje, 1973.).2001.
- "Sociologija prava u Sjedinjenim Državama". Američki sociolog 32 (ljeto): 99-113. Tematsko izdanje: sociologija prava, uredio A. Javier Trevino.2002.
- ""Ponašanje zakona", ili kako sociologizirati čekićem." Suvremena sociologija 31 (6): 644-649.

Black, Donald
- 1970.	“Production of Crime Rates.”  American Sociological Review 35:733-748.
- 1971.	“The Social Organization of Arrest.”  Stanford Law Review 23:1087-1111.
- 1972.	“The Boundaries of Legal Sociology.”  Yale Law Journal 81:1086-1100.
- 1973.	“The Mobilization of Law.”  Journal of Legal Studies 2:125-149.
- 1973.	“Introduction.”  Pages 1–14 in The Social Organization of Law, edited by Donald Black and Maureen Mileski.  New York:  Academic Press.
- 1976.	The Behavior of Law.  New York:  Academic Press.
- 1979.	“Common Sense in the Sociology of Law.”  American Sociological Review 44(1):18-27.
- 1979.	“A Note on the Measurement of Law.”  Informationsbrief für Rechtssoziologie, Sonderheft 2:92-106.
- 1979. “A Strategy of Pure Sociology.” Pages 149-168 in Theoretical Perspectives in Sociology, edited by Scott G. McNall. New York: St. Martin's Press.
- 1980.	The Manners and Customs of the Police.  New York:  Academic Press.
- 1981.	“The Relevance of Legal Anthropology.”  Contemporary Sociology 10(1):43-46.
- 1983.	“Crime as Social Control.”  American Sociological Review 48:34-45.
- 1984.	Toward a General Theory of Social Control, Volume 1:  Fundamentals.  Orlando:  Academic Press. (editor)
- 1984.	“Preface.” Toward a General Theory of Social Control, Volume 1:  Fundamentals, edited by Donald Black.  Orlando:  Academic Press.
- 1984.	“Social Control as a Dependent Variable.”  In Toward a General Theory of Social Control, Volume 1:  Fundamentals, edited by Donald Black.  Orlando:  Academic Press.  (editor)
- 1984.	Toward a General Theory of Social Control, Volume 2:  Selected Problems.  Orlando:  Academic Press.  (editor)
- 1984.	“Preface.” Toward a General Theory of Social Control, Volume 2:  Selected Problems, edited by Donald Black.  Orlando:  Academic Press.
- 1984.	“Crime as Social Control.”  Pages 1–27 in Toward a General Theory of Social Control, Volume 2:  Selected Problems, edited by Donald Black.  Orlando:  Academic Press.
- 1984.	“Jurocracy in America.”  The Tocqueville Review – La Revue Tocquevelle 6:273-281.
- 1987.	“Compensation and the Social Structure of Misfortune.” Law &amp; Society Review 21(4):563-584.
- 1987.	“A Note on the Sociology of Islamic Law.”  Pages 47–62 in Perspectives on Islamic Law, Justice and Society, edited by Ravindra S. Khare.  Working Papers, Number 3.  Charlottesville:  Center for Advanced Studies University of Virginia.
- 1989.	Sociological Justice.  New York:  Oxford University Press.
- 1990.	“The Elementary Forms of Conflict Management.”  In New Direction in the Study of Justice, Law, and Social Control, prepared by the School of Justice Studies, Arizona State University.  New York:  Plenum Press.
- 1991.	“Relative Justice.”  Litigation 18:32-35.
- 1992.	“Social Control of the Self.”  Pages 39–49 in Virginia Review of Sociology:  Law and Conflict Management, edited by James Tucker.  Greenwich:  JAI Press Inc.
- 1993.	“La Mobilisation du Droit:  Autobiographie d’un Concept:  (The Mobilization of Law:  Autobiography of a Concept”).  Pages 376-378 in Dictionnaire Encyclopédique de Théorie et de Sociologie de Droit, under the direction of André-Jean Arnaud.  Paris:  Librairie, Générale de Droit et de Jurisprudence.
- 1995.	“The Epistemology of Pure Sociology.”  Law and Social Inquiry 20:829-870.\
- 1997.	“The Lawyerization of Legal Sociology.”  Amici (Newsletter of the Sociology of Law Section, American Sociological Association) 5:4-7.
- 1998.	The Social Structure of Right and Wrong.  San Diego:  Academic Press.
- 2000.	“On the Origin of Morality.”  Journal of Consciousness Studies 7:107-1191.
- 2000.	“The Purification of Sociology.”  Contemporary Sociology 29(5):704-709.
- 2000.	“Dreams of Pure Sociology.”  Sociological Theory 18(3):343-367.
- 2002.	“The Geometry of Law:  An Interview with Donald Black”, by Aaron Bell.  International Journal of the Sociology of Law 30:101-129.
- 2002.	“Terrorism as Social Control.  Part I:  The Geometry of Destruction.”  American Sociological Association Crime, Law, and Deviance Newsletter Spring:3-5.
- 2002.	“Terrorism as Social Control.  Part II:  The Geometry of Retaliation.”  American Sociological Association Crime, Law, and Deviance Newsletter Summer:3-5.
- 2002.	“Pure Sociology and the Geometry of Discovery.”  In Toward a New Science of Sociology:  A Retrospective Evaluation of The Behavior of Law, by Allan V. Horwitz.  Contemporary Sociology 31(6):668-674.
- 2004.	“The Geometry of Terrorism.”  In “Theories of Terrorism,” symposium edited by Roberta Senechal de la Roche.  Sociological Theory 22:14-25.
- 2004.	“Violent Structures.”  Pages 145-158 in Violence:  From Theory to Research, edited by Margaret A. Zahn, Henry H. Brownstein, and Shelly L. Jackson.  Cincinnati:  Anderson Publishing Company.
- 2004.	“Terrorism as Social Control.”  In Terrorism and Counter-Terrorism:  Criminological Perspectives, edited by Mathieu Deflem.  New York:  Elsevier Ltd.
- 2007.	“Legal Relativity.” In the Encyclopedia of Law and Society: American and Global Perspectives, Volume 3, edited by David S. Clark. Thousand Oaks, CA: Sage Publications.
- 2010.  “How Law Behaves:  An Interview with Donald Black,” by Mara Abramowitz.  International Journal of Law, Crime and Justice 38:37-47.
- 2010.  The Behavior of Law (Special Edition).  Bingley, England:  Emerald.
- 2011.  Moral Time.  New York:  Oxford University Press.

Black, Donald i M. P. Baumgartner
- 1983.	"Prema teoriji treće strane." Stranice 84-114 u knjizi "empirijske teorije o sudovima" koju je uredio Keith O. Boijum i Leanne Mather. Longman.1987.
- "O samopomoći u današnjem društvu." Dijalektička antropologija 12: 33-44. Također stranice 193-208 u knjizi" maniri i običaji policije " Donalda Blacka. Njujorški: akademski tisak.

Borg, Marian J.
- 1992.	"Upravljanje sukobima u suvremenom svjetskom sustavu". Sociološki forum 7 (2): 261-282.1998.
- "Viktimizacija posredovanog ubojstva i podrška smrtnoj kazni: ispitivanje Crne pravne teorije". Kriminologija 36: 537-567.2000.
- "Ispitivanje droga u organizacijama: primjena Horvitzove teorije o učinkovitosti društvene kontrole". Devijantno ponašanje 21: 123-154.

Borg, Marian J. i Vilijam P. Arnold
1997.	"Socijalno praćenje kao društvena kontrola: slučaj testiranja na droge na Medicinskom radnom mjestu." Sociološki forum 12 (3): 441-460.
Borg, Marian J. i Karen F. Parker
2001. "Mobilizacija zakona u urbanim područjima: Društvena struktura stopa rješavanja ubojstava". Pregled prava i društva 35: 435-466.
Campbell, Bradley
- 2009. "Genocid kao društvena kontrola". Sociološka teorija 27 (2): 150-172.2010.
- "Kontroverzno ponašanje tijekom genocida". Sociološki forum 25 (2): 296-314.2010.
- "Pregled je li ubojstvo pogrešno?” Društvene snage 89(2): 720-721.2011.
- "Crna teorija prava i društvene kontrole". U Oksfordskoj bibliografiji na mreži: Kriminologija, uredio Richard Rosenfeld.Nadolazeći.
- "Genocid kao pitanje stupnja." Britanski sociološki časopis.

Cooney, Mark
- 1986.	"Bihevioralna sociologija prava: Zaštita."Pregled suvremenog prava 49 (2): 262-271.1989.
- "Pravna tajna: jednakost i učinkovitost u uobičajenom pravu". Američki sociološki časopis 95 (2): 536-537.1992.
- "Rasna diskriminacija u uhićenju". Stranice 99-119 u časopisu IPA: IPA, uredio James Tucker. GMT, Connecticut: televizija.1993.
- "Zašto je ekonomska analiza toliko privlačna profesorima prava?” Pravni pregled Stanforda 45 (6): 2211-2230.1994.
- "Neformalna društvena kontrola ubojstava". Časopis za pravni pluralizam i neslužbeno pravo 34: 31-59.1994.
- "Dokazi kao ovisnost." Pregled prava i društva 28(4): 833-858.1995.
- "Borba za kontrolu: istraživanje prava, sporova i odstupanja." Društvene snage 73 (3): 1174-1175.1997.
- "Od rata do tiranije: smrtonosni sukob i država." Američka sociološka revija 62 (2): 316-338.1997.
- "Pad elitnog Odjela za ubojstva". Kriminologija 35: 381-407.1997.
- "Lov između policije i grabežljivaca: provođenje prometnih zakona." Studije prava, politike i društva 16: 165-188.1998.
- Ratnici i mirotvorci: kako treće strane oblikuju nasilje. Njujorški: Njujorški sveučilišni tisak.1998.
- "Mračna strana zajednice: ubojstvo motivirano moralom i snažne društvene veze." Sociološki fokus 31: 135-153.2001.
- "Pravni aspekti zavade/unutarnjeg rata". Odjeljak 3.8 u međunarodnoj enciklopediji društvenih i bihevioralnih znanosti, ur. Smelsera i Paula B. Baltesa.2002.
- "Još uvijek plaćajući neortodoksnost:" ponašanje zakona " četvrt stoljeća kasnije." Suvremena sociologija 31 (6): 658-661.2003.
- "Privatizacija nasilja". Kriminologija 41 (4): 1377-1406.2006.
- "Kriminološki potencijal čiste sociologije". Kriminal, zakon i društvene promjene 46: 51-63.2009.
- "Etnički sukob bez etničkih skupina: Studija u čistoj sociologiji". Britanski sociološki časopis 60: 473-492.2009.
- "Znanstveni značaj collinsovog nasilja". Britanski sociološki časopis 60: 586-594.2009.
- Je li pogrešno ubijati? Studija iz čiste sociologije. Charlottesville:Sveučilište Virginia Press.

Cooney, Mark i Scott Phillips
- 2002.	"Tipologizacija nasilja: Black-ov pogled". Međunarodni časopis za sociologiju i socijalnu politiku 22 (7/8): 75-108

Geiger-Oneto, Stephanie i Scott Phillips
- 2003. "Vožnja u crnom: uloga rase, spola i socijalnog statusa." Časopis za etničku pripadnost u kaznenom pravosuđu 1(2): 1-25.

Godard, Ellis
- 2003.	"Život koluta: društvena geometrija stvarnosti". Stranice 73-96 u knjizi "lekcije o preživljavanju: eseji o komunikaciji i stvarnosti TV-a", uredio Matej J. Lo. Smith i Andrija F. drvo. Jefferson, Sjeverna Karolina: Ace & Ace.

Hawdon, James i John Ryan
- 2009. "Skrivanje na vidiku: organizacija zajednice, naivno povjerenje i terorizam." Suvremena sociologija 57: 323-343.

Hembroff, Larry A.
- 1987. "Ozbiljnost djela i društveni konteksti: ispitivanje Black-ove teorije o ponašanju zakona". Američki sociološki časopis 93: 322-347.

Hoffmann, Heath C.
- 2006. "Kritika kao odstupanje od norme i društvena kontrola kod Anonimnih alkoholičara". Časopis za suvremenu etnografiju 35: 669-695

Horwitz, Allan V.
- 1982.	Socijalna kontrola mentalnih bolesti. Njujorški: akademski tisak.1982-3.
- "Otpor inovacijama u sociologiji prava: odgovor Greenbergu". Pregled prava i društva 17: 369-384.1984.
- "Terapija i socijalna solidarnost". Prema općoj teoriji društvene kontrole, svezak 1: Osnove, uredio Donald Black. Orlando: akademski tisak.1990.
- Logika društvene kontrole. Plenum Press.1995.
- "Preusmjeravanje u maloljetničkom pravosudnom sustavu i sociološka teorija socijalne kontrole". Stranice 17-34 u knjizi "distrakcija i neformalna društvena kontrola" koju su uredili Gunther Albrecht i Volfgang Ludvig-Maierhofer. Berlin: Valter de Gruiter. (urednik) 2002.
- "Simpozij kontinuiteta o knjizi Donalda Blacka "ponašanje zakona". Suvremena sociologija 31 (studeni): 641-674. (urednik) 2002.
- "Prema novoj znanosti o društvenom životu: retrospektivna analiza "ponašanja zakona"." Suvremena sociologija 31 (6): 641-644.2002.
- Stvaranje mentalne bolesti. Chicago: Sveučilište Chicago Press.

Jacques, Scott i Richard Wright
- 2008. "Blizina kriminalaca: uloga udaljenosti u regrutiranju, plaćanju i intervjuiranju sudionika u istraživanju podzemlja". Časopis za istraživanje kriminala i delinkvencije 45: 22-38.2008.
- "Značaj svijeta za proučavanje nasilja na tržištu droga." Kriminologija 46: 221-253.2009.
- "Zakon o drogama i okrutna odmazda." U knjizi "Kriminologija i javna politika: primjena teorije u radu", 2.izd., ur. Hugh Barlough i Scott Decker. Philadelphia, PA: Temple College Press Press.2010.
- "Pritvaranje kriminalaca: utjecaj zakona na istraživanje temeljeno na kriminalu." U knjizi "delinkventi o delinkvenciji: učenje o zločinu od kriminalaca", ur. Vim Bernasco. Calompton, UK: Izdavačka Kuća.2010.
- "Ispravno ili pogrešno? Prema teoriji odobravanja istraživanja IPA (IPA)". Časopis za obrazovanje u kaznenom pravosuđu 21:42-59.2010.
- "Kriminologija kao društvena kontrola: proučavanje diskriminacije i njezina uloga u reprodukciji socijalne nejednakosti i kriminala." Kriminal, zakon i društvene promjene 53: 383-396.2010.
- "Sociološka teorija prodaje droga, darova i prijevara". Zločin i delinkvencija 20 (10): 1-26.2010.
- "Opasna blizina:prema teoriji nasilne viktimizacije u studijama aktivnih počinitelja". Časopis za obrazovanje u kaznenom pravosuđu 21: 503-525.

Kan, Yee W. i Scott Phillips
- 2003. "Rasa i smrtna kazna: Uključujući azijske Amerikance i istražujući desocijalizaciju prava." Časopis za etničku pripadnost u kaznenom pravosuđu 1: 63-92.

Kruttschnitt, Candace
- 1980-81. "Socijalni status i kazne za žene prijestupnice". Pregled prava i društva 15: 247-266.1982.
- "Žene, kriminal i ovisnost: Primjena pravne teorije". Kriminologija 19:495-513.1982.
- "Ugledne žene i zakon." Sociološki tromjesečnik 23: 221-234.1985.
- "Tretiraju li se tvrtke drugačije? Usporedba pojedinačne žrtve i korporativne žrtve u kaznenom sudu." Sociološka studija 55: 225-238.

Kuan, Ping-Yin
- 2004. "Mir, a ne rat: tinejdžersko upravljanje međugeneracijskim sukobom na Tajvanu". Časopis za komparativne obiteljske studije 35: 591-614.

Lally, Wilijam E. i Alfred DeMaris
- 2012. "Uhićenje počinitelja nasilja nad intimnim partnerom: usporedna analiza rodnih učinaka i udaljenosti u vezi". Zločin i delinkvencija 58 (1): 103-123.

Lee, Catherine
- 2005. "Vrijednost života u smrti: Višestruka regresija i analiza povijesti događaja o rješavanju ubojstava u okrugu Los Angeles."Časopis za kazneno pravosuđe 33: 527-534.

Manning, Jason
- Nadolazeći. "Samoubojstvo kao društvena kontrola." Sociološki forum.

Marshall, Douglas A.
- 2008. "Opasnosti čistoće: o nespojivosti' čiste sociologije 'i znanosti" sociološki tromjesečnik 49 (2): 209-235.2008.
- "Uklanjanje retorike iz teorijske rasprave: replika Michalskom" sociološki tromjesečnik 49 (2): 275-284.

Michalski, Joseph H.
- 2003.	"Financijski altruizam ili jednostrana razmjena resursa? Prema čistoj sociologiji blagostanja". Sociološka teorija 21 (4): 341-358.2004.
- "Davanje sociološkog značenja trendovima nasilja intimnih partnera: Društvena struktura nasilja nad ženama". Nasilje nad ženama 10: 652-675.2005.
- "Objašnjenje nasilja intimnog partnera: Sociološka OGRANIČENJA STUDIJA viktimizacije". Sociološki forum 20: 613-640.2008.
- "Znanstveno otkriće u dubokom društvenom prostoru: sociologija bez granica". Kanadski sociološki časopis 33: 521-553.2008.
- "Društveni život čiste sociologije". Sociološki tromjesečnik 49: 253-274.

Mileski, Maureen
- 1971. "Sastanci u sudnici: Opservacijska studija nižeg kaznenog suda". Pregled prava i društva 5: 473-538.

Morrill, Calvin
- 1989.	"Upravljanje menadžerima: sporovi u izvršnoj hijerarhiji". Sociološki Forum 4:387-407.1992.
- "Osveta među rukovoditeljima". Stranice 51-76 u časopisu IPA: IPA, uredio James Tucker. GMT, Connecticut: televizija.1995.
- Izvršni put: upravljanje sukobima u korporacijama. Chicago, IL: Sveučilište Chicago Press.

Mullis, Jeffrey
- 1995. "Medicinska nesavjesnost, socijalna struktura i društvena kontrola". Sociološki forum 10:135-163.

Peterson, Elicka S.
- 1999. "Ubojstvo kao samopomoć: žene i nasilje intimnih partnera." Odjel za ubojstva, 3:30-46.

- 2003.	"Društvena struktura osvete: provjera crnog modela". Kriminologija 41 (3): 673-708.2008.
- "Rasne razlike u primjeni smrtne kazne: slijepa pravda zahtijeva povez preko očiju." Sažetak zakona i politike američkog Ustavnog društva.

Phillips, Scott i Mark Kuni
- 2005.	"Promicanje mira, poticanje na nasilje: Treće strane i rješavanje sukoba". Američka sociološka revija 70: 334-354.

Seneschal de La Roche, Roberta
- 1995.	"Ponašanje izvan zakona." Zakon i socijalna studija 20 (3): 777-785.1996.
- "Kolektivno nasilje kao društvena kontrola." Sociološki forum 11 (1): 97-128.1997.
- "Sociogeneza linča". Stranice 48-76 u knjizi "osuđeni na smrt: linč na jugu" uredio U. Fitzhugh Brundage. Chapel Hill:Sveučilište Sjeverne Karoline Press.2001.
- "Zašto je kolektivno nasilje kolektivno?” Sociološka teorija 19 (2): 126-144.2004.
- "Moderni linčevi". Stranice 213-225 u knjizi "nasilje: od teorije do istraživanja" koju su uredili Margaret A. Zahn, Henri H. Braunstein i Shelli L. Jackson. Cincinnati: Andersonova izdavačka kuća.

Silberman, Matthew
- 1985. Proces građanske pravde: dosljedan model mobilizacije prava. Akademski tisak.

Tucker, James
- 1989. "Krađa zaposlenika kao društvena kontrola." Devijantno ponašanje 10: 319-334.1992.
- Virginijski pregled sociologije: pravo i upravljanje sukobima. GMT, Connecticut: televizija. (urednik)1992.
- "Predgovor". Stranica za internet u časopisu Internet: Internet: uredio James Tucker. GMT, Connecticut: televizija.1993.
- "Svakodnevni oblici otpora zaposlenika." Sociološki forum 8:25-45.1999.
- Terapijska korporacija. Njujorški: Sveučilište Oksford Press.1999.
- "Terapija, organizacija i država: Black-ov pogled". Stranice 78-87 u knjizi "savjetovanje i terapijsko stanje" koju je uredio James J. Lo. Crissa. Aldine de Gruiter.1999.
- "Devijantnost radnika kao društvena kontrola". Studije sociologije rada 8: 1-16.2002.
- "Postajem čisti sociolog." Suvremena sociologija 31 (6): 661-664.2002.
- "Religija novog doba i kult ličnosti". Društvo siječanj / veljača: 46-51.2004.
- "Kako ne objasniti ubojstvo." Globalni kriminal 6, 2: 235-243.2004.
- "Iscjelitelji novog doba i terapijska kultura". Stranice 153-169 u "terapijskoj kulturi" uredio Jonathan Imber. Novi Bransuick: izdavačka kuća transakcija.

Tucker, James i Susan Ross
- 2004.	"Black-ova teorija tjelesnog kažnjavanja i društvene kontrole". U knjizi "tjelesno kažnjavanje u teorijskoj perspektivi" koju je uredio Michael J. Lo. Donnelli i Murrea A. Straussa. Nova Haven: sveučilišna tisak Jell.

wong, Kam C.
- 1995. "Blackova teorija o ponašanju zakona revidirana je." Međunarodni časopis za sociologiju prava 23: 189-232.

wong, Siu Kwong
- 2010. "Stope rješavanja zločina u kanadskim općinama: ispitivanje pravne teorije Donalda Blacka". Međunarodni časopis za pravo, kriminal i pravdu 38: 17-36.